# No! Mamma, no! (tournée)
No! Mamma, no! è la prima tournée di Renato Zero legata all'omonimo album.
La scaletta contiene tutto l'album No! Mamma, no!.

## Le date
- (lancio primo album) - Roma - dal 03 al 07/10/1973
- Roma - dal 03 al 21/01/1974
- Firenze - 25/10/1974
- Bologna - ??/??/1974
- Milano - ??/??/1974
- Napoli - ??/??/1974
- Palermo - ??/??/1974

## La scaletta
- Paleobarattolo
- Nonsense pigro
- Sergente, no!
- TK6 chiama torre di controllo
- 0/1023
- Nell'archivio della mia coscienza
- Dana
- Ti bevo liscia
- Make-up, make-up, make-up
- Sogni nel buio
- No! Mamma, no!